# Galgamácsa
Galgamácsa é um município da Hungria, situado no condado de Peste. Tem 43,31 km² de área e sua população em 2015 foi estimada em 1.799 habitantes.